# 屋代高校前駅
屋代高校前駅（やしろこうこうまええき）は、長野県千曲市大字屋代にあるしなの鉄道しなの鉄道線の駅である。

## 歴史
- 2001年（平成13年）3月22日：テクノさかき駅に続く新駅として開設[1]。
- 2022年（令和4年）4月：土・休日を無人化[2]。
- 2026年（令和8年）春季：交通系ICカード「Suica」利用サービス開始（予定）[3]。

## 駅構造
6両編成に対応した相対式ホーム2面2線を有する地上駅。ホーム間は屋代駅寄りの跨線橋で連絡している。
簡易委託駅で、千曲市が窓口業務を行っている。しなの鉄道のホームページには切符の発売は行われていない旨が記述されているが、実際は定期券や回数券を販売するための端末が設置されている。
2021年9月には当駅駅舎1階に屋代簡易郵便局が移転することが発表され、10月1日に開局した。

### のりば
| 番線 | 路線          | 方向 | 行先       |
| ---- | ------------- | ---- | ---------- |
| 1    | ■しなの鉄道線 | 上り | 軽井沢方面 |
| 2    | ■しなの鉄道線 | 下り | 長野方面   |

（出典：しなの鉄道:駅構内マップ）

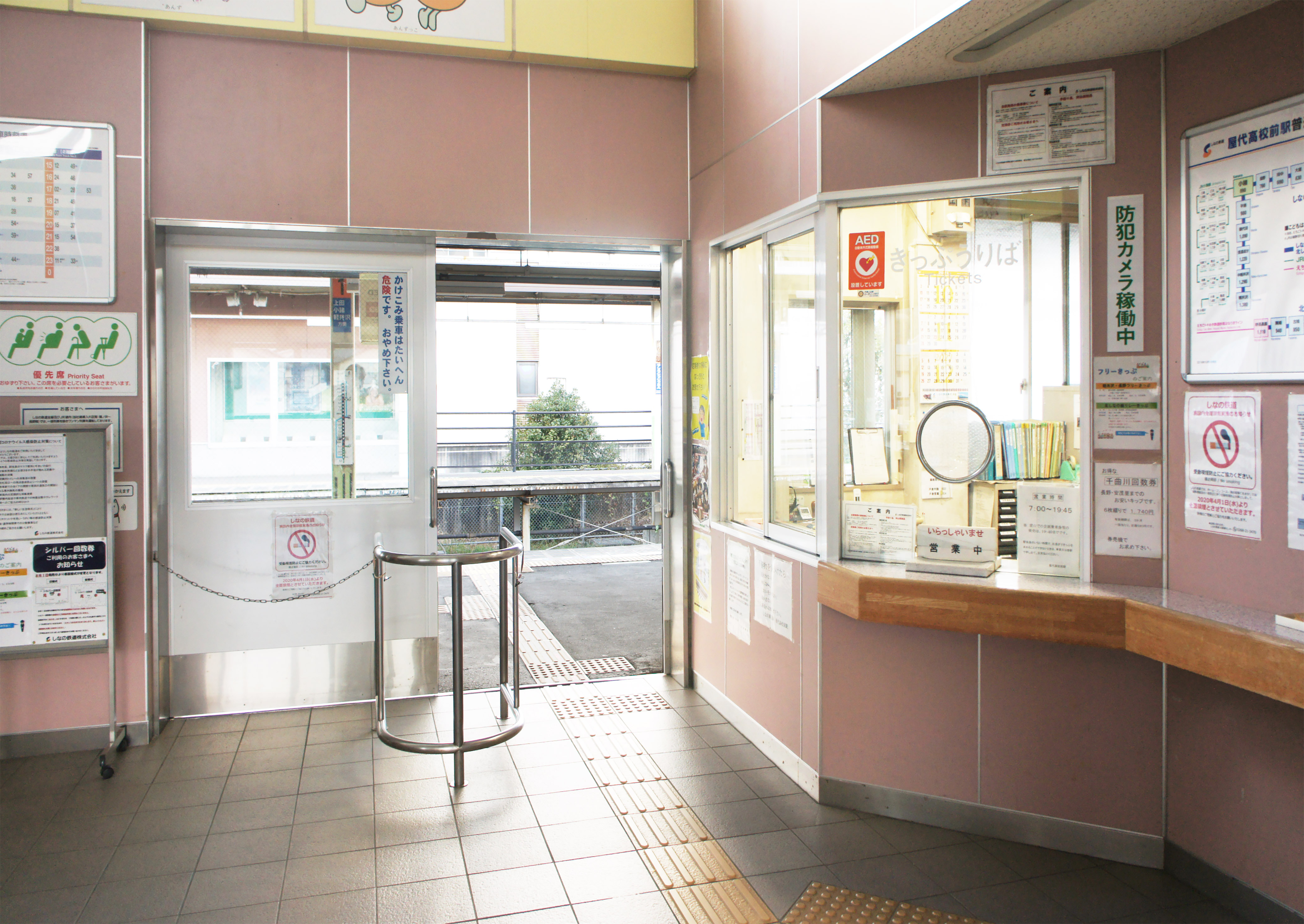
改札口（2021年10月）
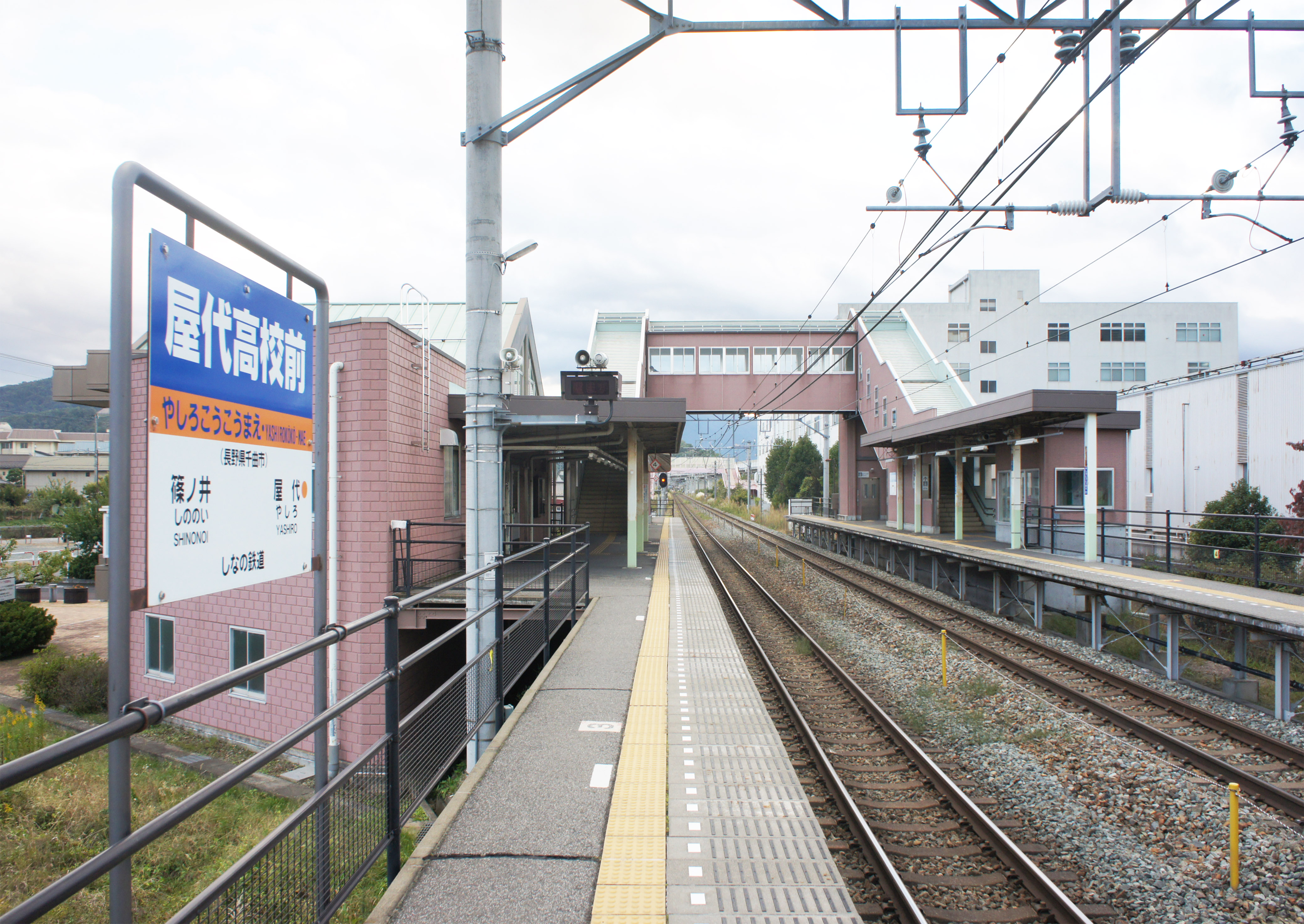
ホーム（2021年10月）

## 利用状況
「千曲市統計書」によると、2021年度（令和3年度）の1日平均乗車人員は994人である。
2001年度（平成13年度）以降の推移は以下の通り。
| 乗車人員推移       | 乗車人員推移     | 乗車人員推移 |
| 年度               | 1日平均 乗車人員 | 出典         |
| ------------------ | ---------------- | ------------ |
| 2001年（平成13年） | 485              | [ 千曲 2 ]   |
| 2002年（平成14年） | 582              | [ 千曲 2 ]   |
| 2003年（平成15年） | 616              | [ 千曲 2 ]   |
| 2004年（平成16年） | 637              | [ 千曲 3 ]   |
| 2005年（平成17年） | 645              | [ 千曲 3 ]   |
| 2006年（平成18年） | 677              | [ 千曲 3 ]   |
| 2007年（平成19年） | 656              | [ 千曲 3 ]   |
| 2008年（平成20年） | 625              | [ 千曲 3 ]   |
| 2009年（平成21年） | 655              | [ 千曲 4 ]   |
| 2010年（平成22年） | 723              | [ 千曲 4 ]   |
| 2011年（平成23年） | 762              | [ 千曲 4 ]   |
| 2012年（平成24年） | 790              | [ 千曲 4 ]   |
| 2013年（平成25年） | 838              | [ 千曲 4 ]   |
| 2014年（平成26年） | 812              | [ 千曲 5 ]   |
| 2015年（平成27年） | 909              | [ 千曲 5 ]   |
| 2016年（平成28年） | 958              | [ 千曲 5 ]   |
| 2017年（平成29年） | 1,012            | [ 千曲 5 ]   |
| 2018年（平成30年） | 1,003            | [ 千曲 5 ]   |
| 2019年（令和元年） | 967              | [ 千曲 5 ]   |
| 2020年（令和02年） | 855              | [ 千曲 1 ]   |
| 2021年（令和03年） | 994              | [ 千曲 1 ]   |

## 駅周辺
- 長野県屋代高等学校・附属中学校[1]（駅を降りて南へ200 m先にある）
- 長野県立歴史館
- 森将軍塚古墳館 森将軍塚古墳
- 長野自動車道更埴インターチェンジ[1]
更埴バスストップ
- 長野電鉄屋代線・東屋代駅[1]（2012年3月31日廃止）
- 屋代工業団地[1]
- 千曲市循環バス「屋代高校駅前」停留所

## 隣の駅
しなの鉄道
■しなの鉄道線
□快速
通過
■普通
屋代駅 - 屋代高校前駅 - 篠ノ井駅

### 記事本文
1. 1 2 3 4 5 6 7 8 9 10 11 12  信濃毎日新聞社出版部『長野県鉄道全駅 増補改訂版』信濃毎日新聞社、2011年7月24日、255頁。ISBN 9784784071647。
2. ↑  “しなの鉄道、乗り継ぎ割引を廃止 減便や無人駅拡大も 22年春から順次　経営改善策”. 信濃毎日新聞. (2021年11月27日) 2021年12月6日閲覧。
3. ↑  “しなの鉄道全線への「Suica」導入について”.   しなの鉄道. 2025年2月27日閲覧。
4. ↑  『移転・再開：屋代簡易郵便局（長野県）』（プレスリリース）日本郵便、2021年9月16日。オリジナルの2021年9月20日時点におけるアーカイブ。2021年10月9日閲覧。
5. ↑  『屋代高校前駅１階に「屋代簡易郵便局」が開局しました』（プレスリリース）しなの鉄道、2021年10月6日。オリジナルの2021年10月9日時点におけるアーカイブ。2021年10月9日閲覧。

### 利用状況
千曲市統計書
1. 1 2  “千曲市統計書 2022年版” (PDF).   千曲市. p. 98 (2023年3月). 2023年11月14日時点のオリジナルよりアーカイブ。2023年11月16日閲覧。
2. ↑  “千曲市統計書 2004年版” (PDF). p. 106 (2005年3月). 2023年11月14日時点のオリジナルよりアーカイブ。2023年11月16日閲覧。
3. ↑  “千曲市統計書 2009年版” (PDF).   千曲市. p. 106 (2010年3月). 2023年11月14日時点のオリジナルよりアーカイブ。2023年11月16日閲覧。
4. ↑  “千曲市統計書 2014年版” (PDF).   千曲市. p. 96 (2015年3月). 2023年11月14日時点のオリジナルよりアーカイブ。2023年11月16日閲覧。
5. ↑  “千曲市統計書 2020年版” (PDF).   千曲市. p. 98 (2021年3月). 2023年11月14日時点のオリジナルよりアーカイブ。2023年11月16日閲覧。